# Alfons Rigott
Alfons Rigott (* 31. Juli 1929 in Kaltern; † 21. Februar 2013) war ein deutschsprachiger italienischer Lokalpolitiker aus Südtirol.

## Politischer Werdegang
Rigott lebte in der Dorfgemeinde Kaltern und war dort als Bäcker und Gastwirt tätig. In den 1960er-Jahren engagierte er sich in der neu gegründeten Sozialen Fortschrittspartei (SFP) des Egmont Jenny, für die er 1969 in den Kalterer Gemeinderat gewählt wurde. 1972 war Rigott Gründungsmitglied der Sozialdemokratischen Partei Südtirols (SPS); 1973 kandidierte er für diese Partei bei den Landtagswahlen und errang 1974 unter dem Zeichen der SPS für eine weitere Legislaturperiode ein Gemeinderatsmandat in seiner Heimatgemeinde. 1975 rückte Rigott schließlich als erster Nichtgewählter der SPS-Landtagsliste für den gesundheitlich angeschlagenen Hans Dietl in den Südtiroler Landtag und damit gleichzeitig den Regionalrat Trentino-Südtirol nach; Rigott setzte als Abgeordneter aber keine wesentlichen Akzente. Sein Landtagsmandat endete offiziell 1978. Aufgrund von parteiinternen Konflikten war Rigott jedoch noch während der laufenden Legislaturperiode aus der SPS ausgeschlossen worden.